# Dimbelenge
Dimbelenge är ett territorium i Kongo-Kinshasa. Det ligger i provinsen Kasaï Central, i den centrala delen av landet, 900 km öster om huvudstaden Kinshasa.